# 蟾津江

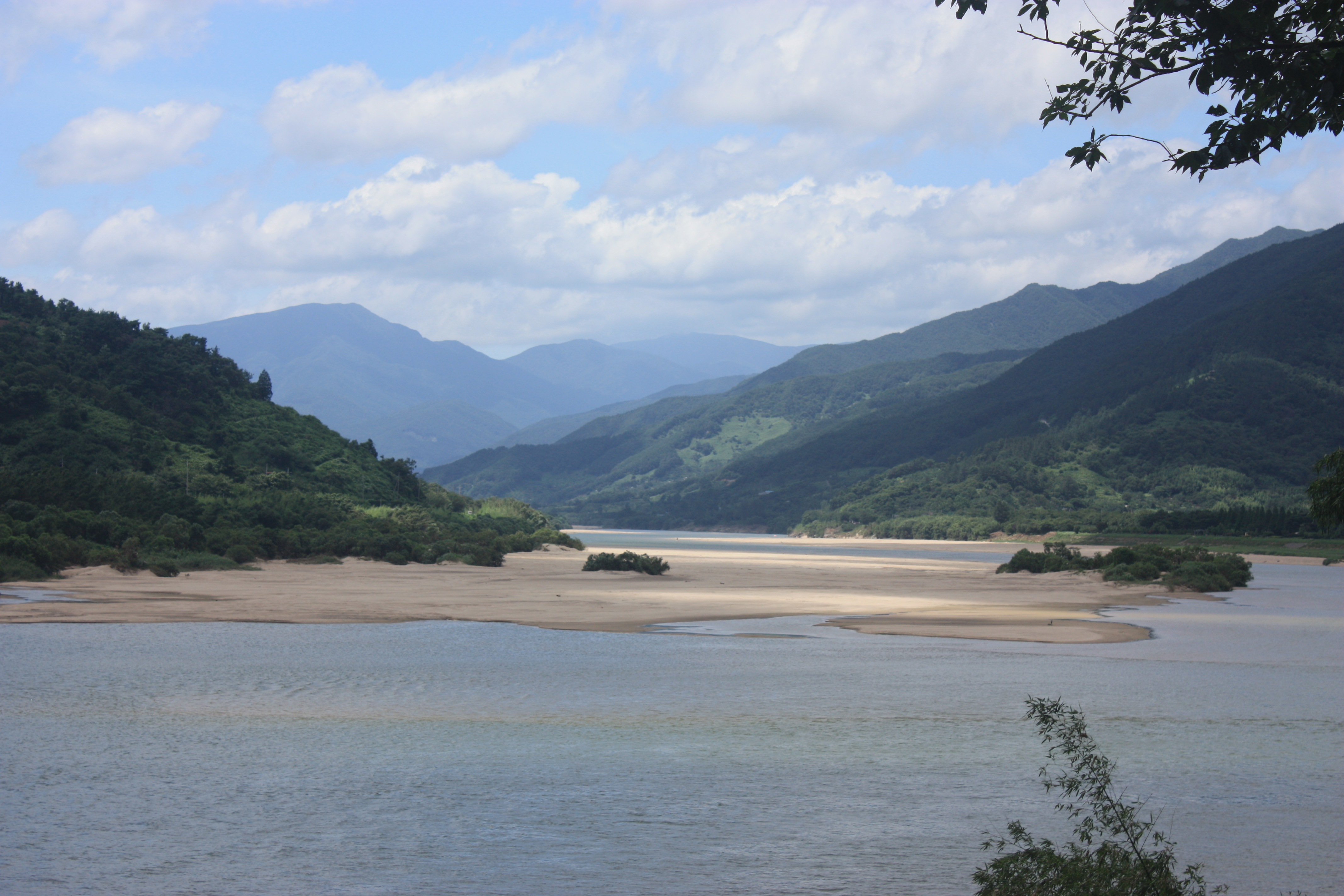
蟾津江

蟾津江（：／ Seomjingang */?）是韩国第四大河流，全长212公里。蟾津江发源于韩国八公山流经全罗北道东南部、全罗北道东部和庆尚南道西部，最后在光阳市流入大韩海峡。
蟾津江流域面积达4,896.5 km²，其中包括农田和有智异山在内的山地。有大量野生动物在这一流域栖息。
蟾津江的名称来源于壬辰倭乱时期的一个传说。据说倭寇入侵时有大批成群的蟾蜍集体出现将倭寇吓走，从而得名“蟾津江”。